# Ceylonthelphusa nana
Ceylonthelphusa nana is een krabbensoort uit de familie van de Gecarcinucidae. De wetenschappelijke naam van de soort is voor het eerst geldig gepubliceerd in 1999 door Bahir.